# 長行
長行（じょうごう）とは、仏教経典・論書の文体であり、韻文の偈に対する散文のことをいう。
字句に制限がなく、行数が長いことから「長行」と呼ばれるようになった。サンスクリットでは「gadya」という。